# Ghiacciaio Billings
Il ghiacciaio Billings (Billings Glacier) è un ghiacciaio situato nell'Alaska (Stati Uniti) sud-centrale situato nella municipalità di Anchorage (il fronte del ghiacciaio lambisce il confine con il Census Area di Valdez-Cordova).

## Dati fisici
Il ghiacciaio si trova all'estremità nord-occidentale della Foresta Nazionale di Chugach (Chugach National Forest). È lungo 6 km, largo al massimo 1.000 metri; ha un orientamento nord/sud (inizialmente è orientato verso sud-ovest) e nasce nel gruppo montuoso Chugach (estremità nord-occidentale). Il ghiacciaio non finisce nel mare; si forma ad una altitudine di circa 1.500 m s.l.m. mentre il fronte termina a 300 m s.l.m.. Con un dislivello di 1.200 metri ha una pendenza media del 20%.
Il ghiacciaio si scioglie in un piccolo laghetto e il torrente generato dal ghiacciaio (Billings Creek) sfocia nel braccio di mare chiamato Passage Canal di fronte al Trinity Point. Il canale, nella sua parte più interna, ospita la cittadina di Whittier, mentre dal lato opposto si congiunge con lo Stretto di Prince William (Prince William Sound).
Altri ghiacciai vicini al Billings sono:
| Nome del ghiacciaio | Quota alle coordinate indicate (m s.l.m.) | Coordinate             | Distanza e direzione dal ghiacciaio |
| ------------------- | ----------------------------------------- | ---------------------- | ----------------------------------- |
| Seth Glacier        | 840                                       | 60°52′31″N 148°30′55″W | 3 km verso est                      |
| Harriman Glacier    | 488                                       | 60°56′14″N 148°31′47″W | 7 km verso nord                     |
| Lowell Glacier      | 865                                       | 60°49′56″N 148°41′48″W | 9 km verso sud-ovest                |

A 3 chilometri verso est si trova la miniera "Portage" (Portage Mine).

## Storia
Il ghiacciaio prende il nome dal commodoro britannico Joseph Billings che comandò una spedizione esplorativa russa nel 1791 e nel 1792.
Dal 1910 a 1971 il ghiacciaio si è ritirato di 1,5 chilometri. Lo scioglimento del fronte è continuato fino al 2000 (data delle ultime osservazioni) e dal 1910 il ghiacciaio si è ritirato di circa 1,8 chilometri.

## Accessi e turismo
Il ghiacciaio è visibile dal braccio di mare chiamato "Passage Canal" ed è raggiungibile solamente via mare da Whittier (10 km circa) a da Valdez (oltre 180 km circa). Durante la stagione turistica sono programmate diverse escursioni via mare da Whittier per visitare il ghiacciaio e quelli vicini.

## Alcune immagini

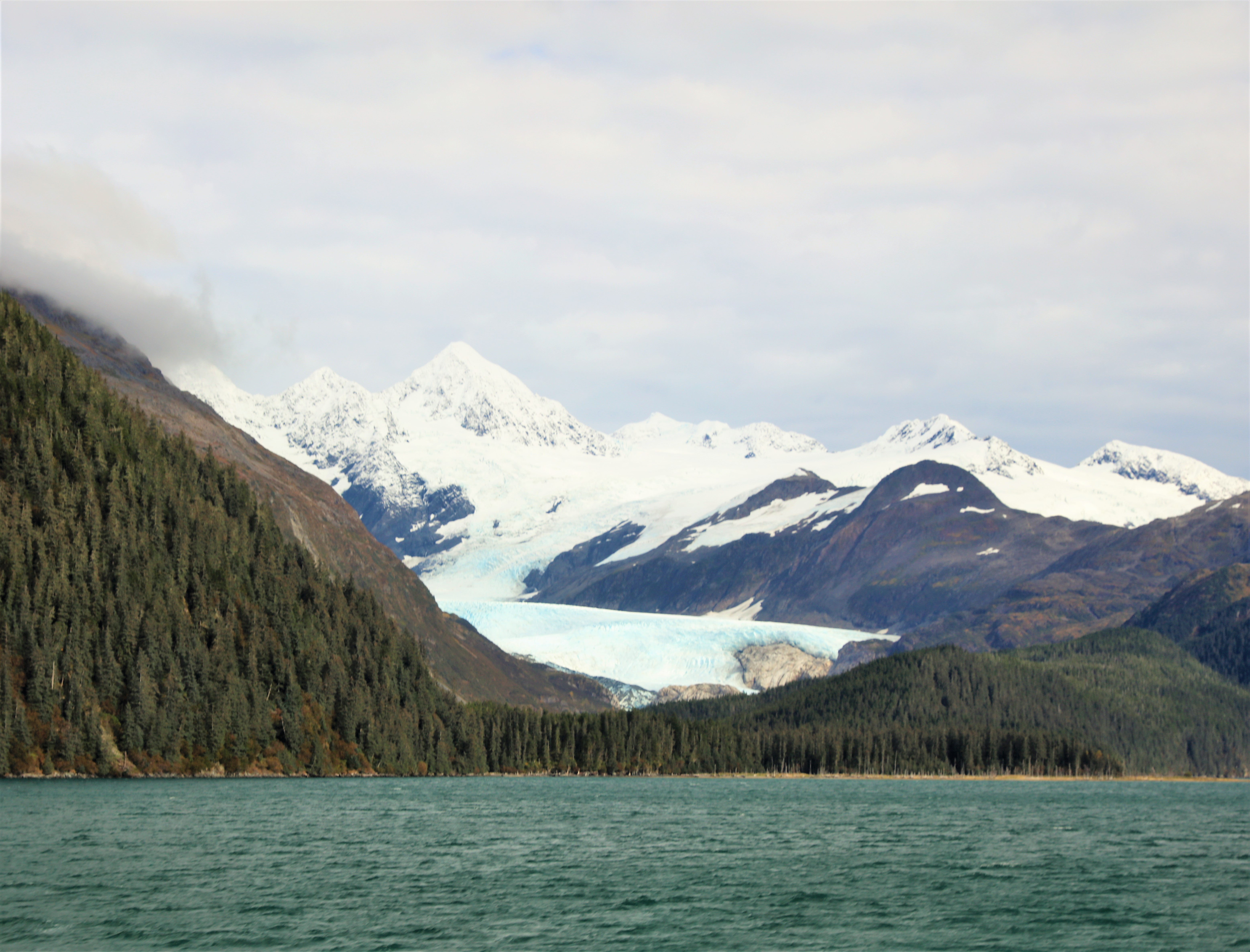
Il ghiacciaio visto dal mare in Settembre
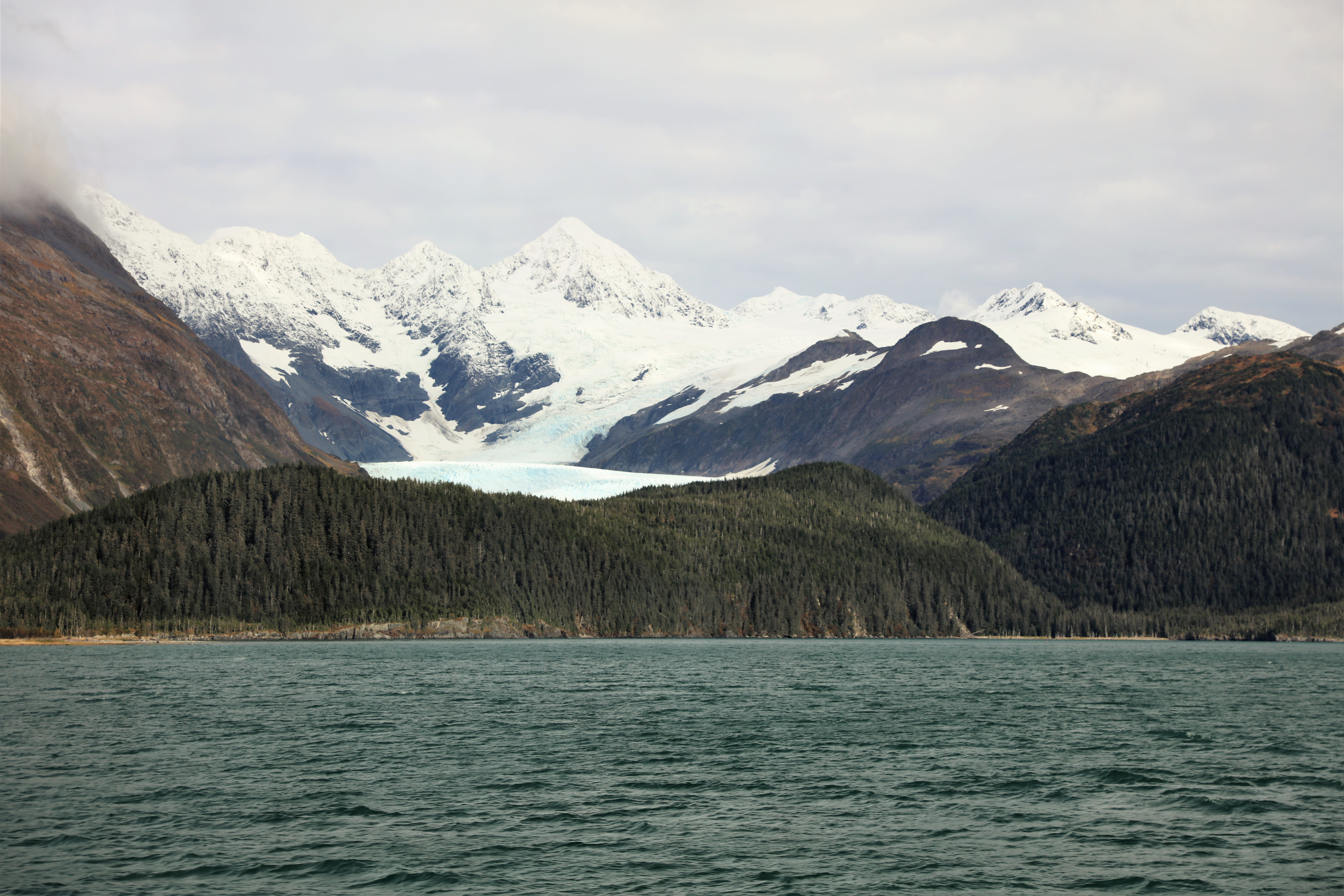
Il ghiacciaio visto dal mare in Settembre
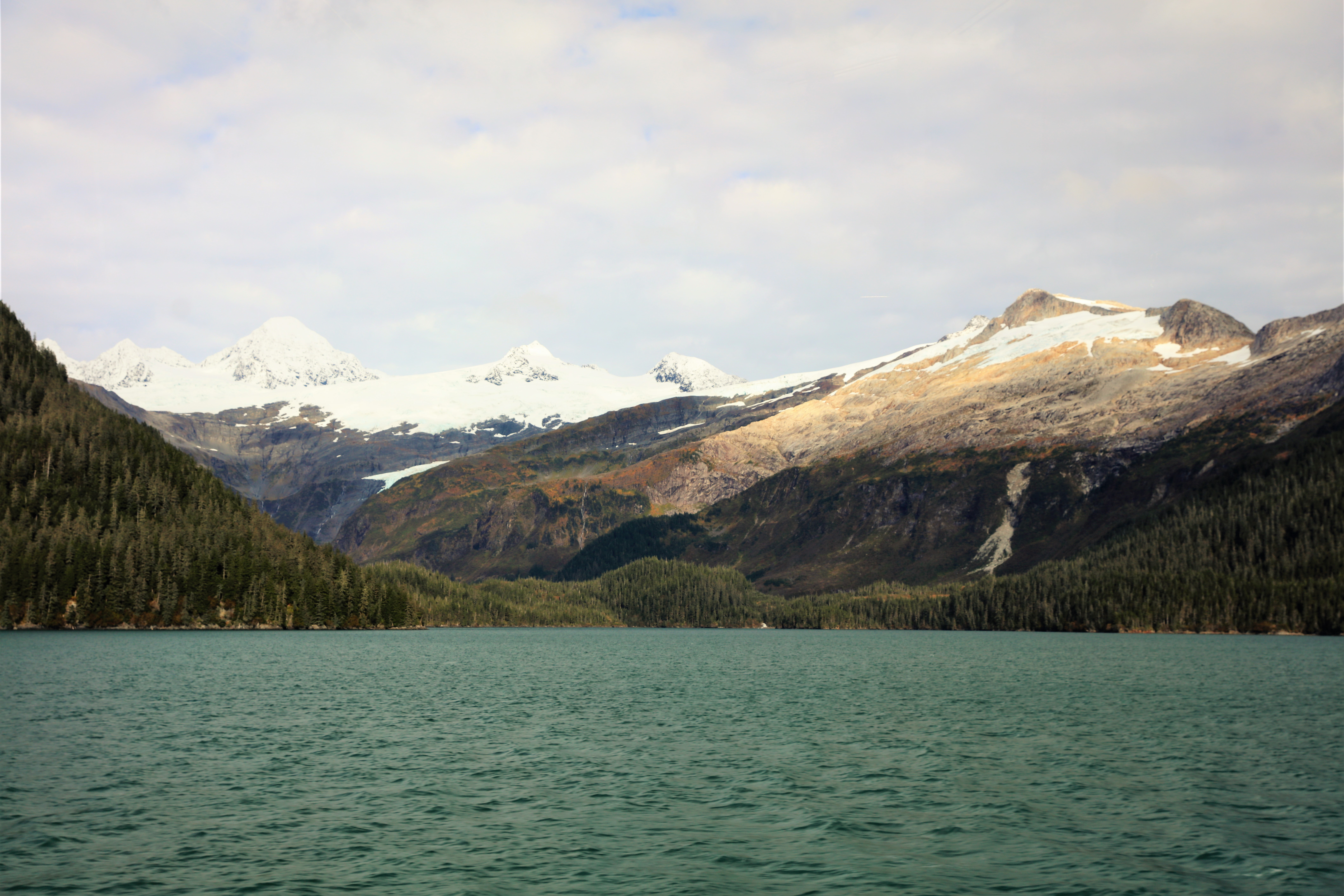
La parte orientale del ghiacciaio
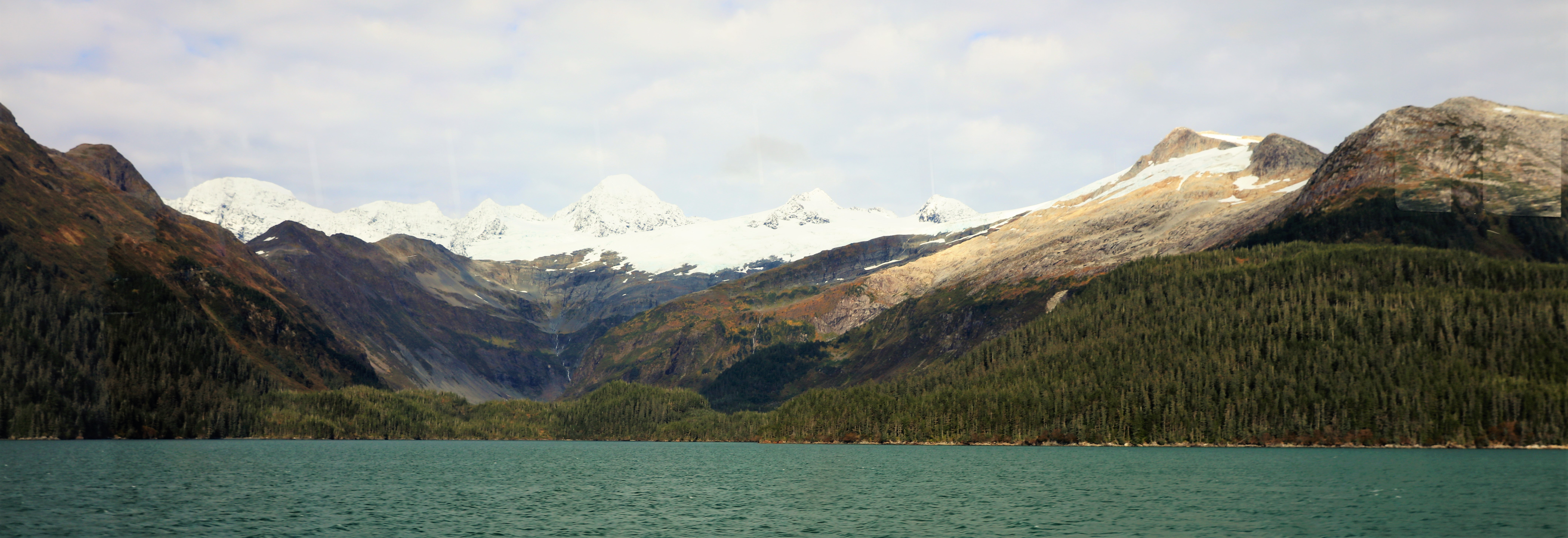
La parte orientale del ghiacciaio
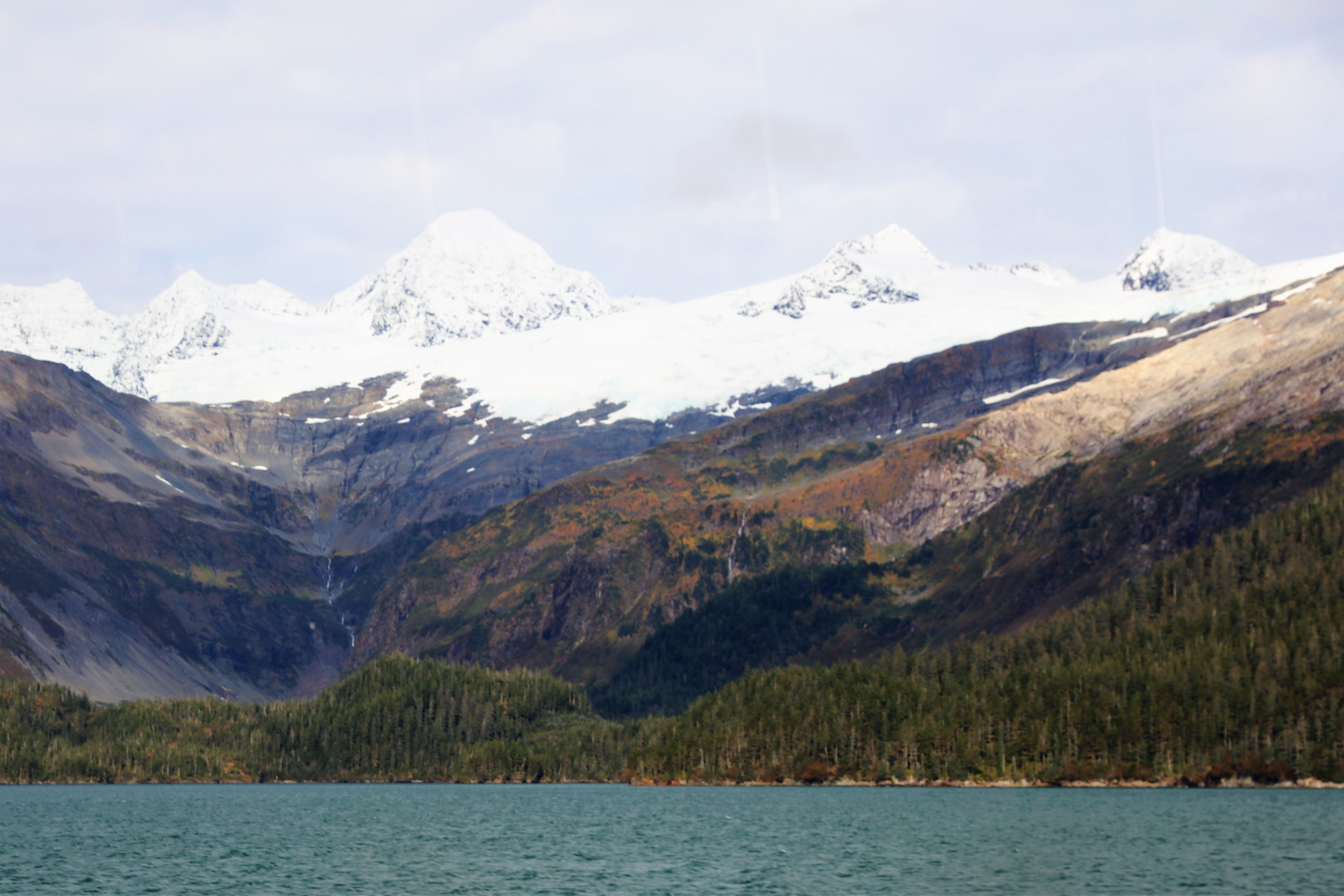
La valle della miniera Portage con il ghiacciaio Seth sulla destra